# Appennino sannita
L'Appennino sannita è la sezione dell'Appennino meridionale che si trova fra il Molise e il settore nord della Campania; trae il nome dall'antica regione del Sannio. Si estende dalla Bocca di Forlì, in provincia di Isernia, fino alla Sella di Vinchiaturo, in provincia di Campobasso. A nord-ovest di esso si estende l'Appennino abruzzese, a sud-est l'Appennino campano. Dall'Appennino sannita nascono il fiume Volturno, che sfocia nel Tirreno, e i fiumi Trigno e Biferno, che sfociano nell'Adriatico.
Si riscontra comunque una certa difformità tra le varie fonti, poiché alcuni autori non considerano l'Appennino sannita una sezione autonoma dell'Appennino meridionale, ma la parte settentrionale dell'Appennino campano
Altre fonti ancora, infine, non considerano affatto l'esistenza dell'Appennino sannita, né come sezione autonoma, né come parte dell'Appennino campano..

## Descrizione

### Massicci principali

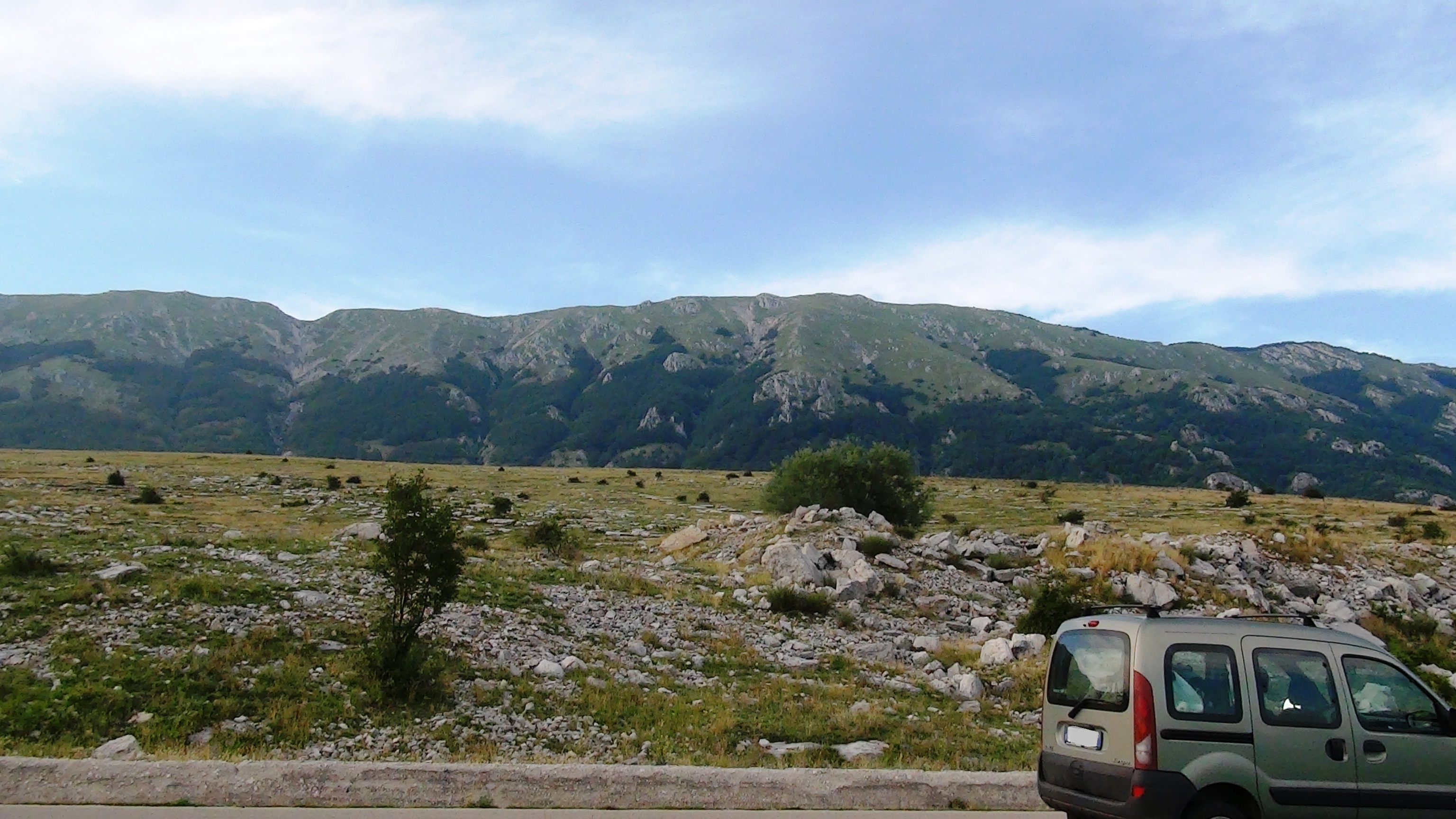
Monte Mutria

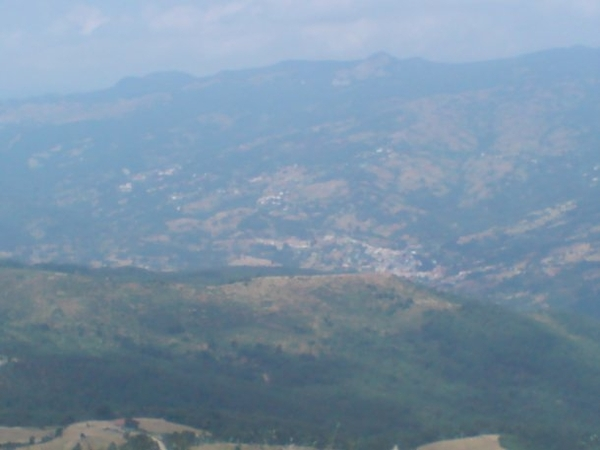
Capracotta vista dal Monte Capraro

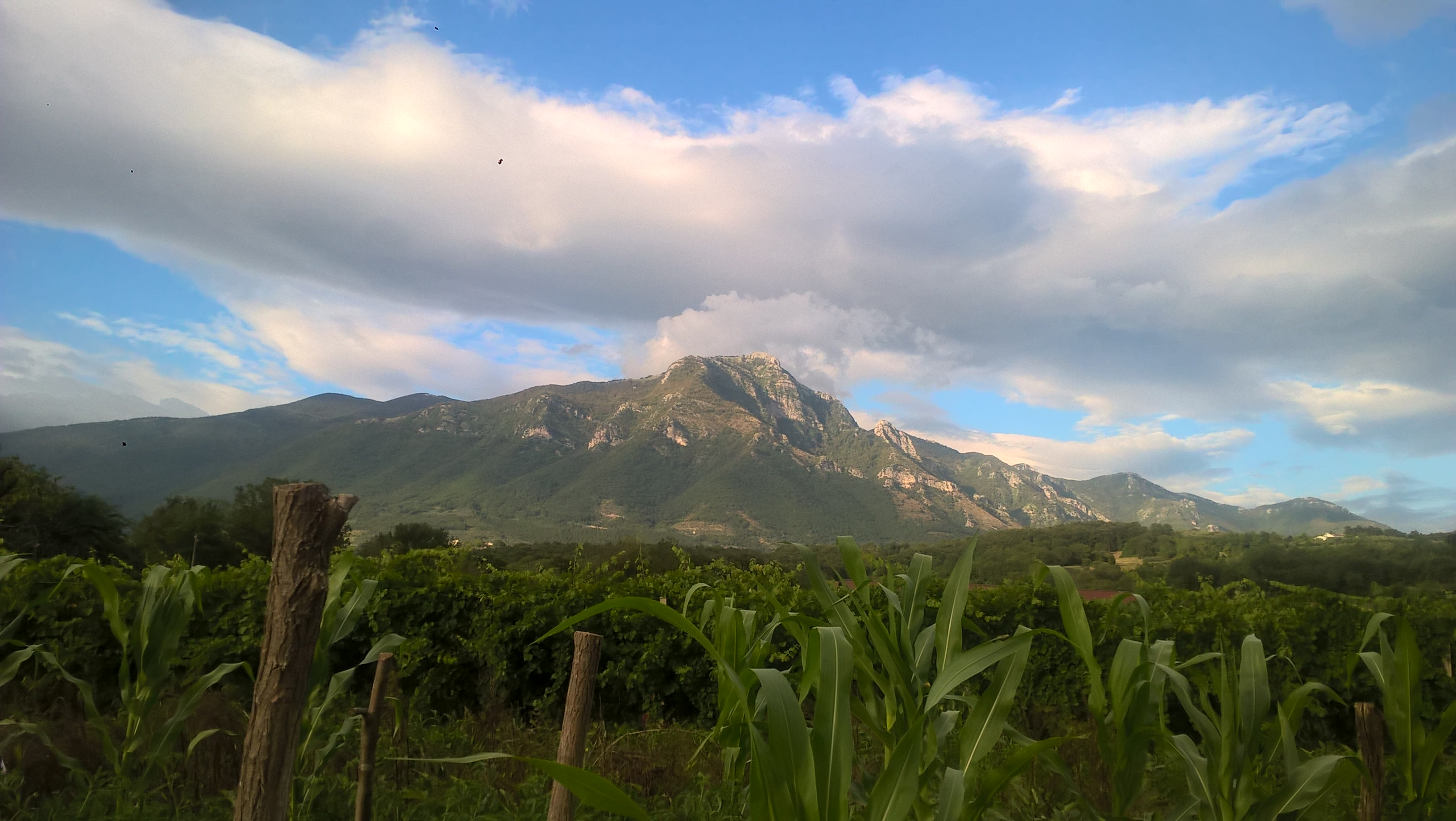
Monte Monaco di Gioia

Il principale massiccio dell'Appennino sannita è il Matese, seguito dal versante molisano delle Mainarde; altre cime montuose più basse sono poste lungo il confine con l'Abruzzo e la Puglia.

### Montagne principali
- Monte Miletto - 2.050 m
- La Gallinola - 1.923 m
- Monte Mutria - 1.823 m
- Monte Campo - 1.746 m
- Monte Capraro - 1.730 m
- Monte Ianara - 1.575m
- Serra Porcareccia - 1.567m
- Monte Cappello - 1.406m
- Monte Erbano - 1.385 m
- Monte Monaco di Gioia - 1.332 m
- Monte Rocchetta - 1.270 m
- Monte Favaracchi - 1.219 m
- Monte Mauro - 1.032 m